# Pohnpei (grupa etniczna)
Pohnpei a. Ponape – rdzenna ludność wyspy Pohnpei (Ponape) i sąsiednich wysp archipelagu Karolinów w Sfederowanych Stanach Mikronezji, odłam Mikronezyjczyków. W 1996 r. ich liczebność wynosiła ok. 30 tys.
Pod względem języka i kultury są blisko spokrewnieni z Chuukańczykami i Kosrae. Posługują się językiem pohnpei (ponape) z grupy mikronezyjskiej; w użyciu jest także język angielski. Większość z nich to chrześcijanie (na północy – katolicy, na południu – protestanci). 
Tradycyjne zajęcia Pohnpei to m.in. rybołówstwo i rolnictwo tropikalne (taro, jams). Rozwinęli również tradycje żeglarskie i rzemiosło, w tym tkactwo oraz budowę monumentalnych struktur kamiennych.